# Людина і світ (журнал)
«Люди́на і світ» — щомісячний науково-популярний атеїстичний журнал товариства «Знання» УРСР. Виходить у Києві з жовтня 1960 року (до 1965 року мав назву «Войовничий атеїст»). Журнал друкував теоретичні статті з питань наукового атеїзму, історії релігії та методики науково-атеїстичної пропаганди, популяризував здобутки природничих наук, нові радянські свята, обряди тощо.